# 沃爾科維斯克
沃尔科维斯克（羅馬化：Vaŭkavysk，羅馬化：Volkovysk）是白俄羅斯格羅德諾州沃爾科維斯克區内的城市及该区的行政中心，位於州府格羅德諾東南72公里，毗鄰與波蘭接壤的邊境，面積約79平方公里，2023年人口数量为41,991人。